# Agoristeninae
Sous-famille
Les Agoristeninae sont une sous-famille d'opilions laniatores de la famille des Agoristenidae.

## Distribution
Les espèces de cette sous-famille sont endémiques des Grandes Antilles.

## Liste des genres
Selon World Catalogue of Opiliones (12/07/2021) :
- Agoristenus Šilhavý, 1973
- Ahotta Šilhavý, 1973
- Calmotrinus Šilhavý, 1973
- Dumitrescuella Avram, 1977
- Haitimera Šilhavý, 1973
- Lichirtes Šilhavý, 1973
- Meriosfera Šilhavý, 1973
- Orghidaniella Avram, 1977
- Piratrinus Šilhavý, 1973
- Torreana Avram, 1977
- Vampyrostenus Šilhavý, 1976
- Yunquenus Šilhavý, 1973

## Publication originale
- Šilhavý, 1973 : « Two new systematic groups of gonyleptomorphid phalangids from the Antillean- Caribbean Region, Agoristenidae Fam. N., and Caribbiantinae Subfam. N. (Arachn.: Opilionidea). » Věstník československé Společnosti zoologické, vol. 37, p. 110–143.